# Klevshults landskommun
Klevshults landskommun var en tidigare kommun i Jönköpings län.

## Administrativ historik
Kommunen bildades vid kommunreformen 1952 genom sammanläggning av de tidigare kommunerna Fryele, Hagshult och Åker samt den del av Tofteryd, som inte ombildats till Skillingaryds köping.
Den 1 januari 1961 överfördes från Klevshults landskommun och Åkers församling till Skillingaryds köping och Tofteryds församling de obebodda områdena Högabråten 1:8 och 1:9 omfattande en areal av 0,07 km², varav 0,06 land.
Den 1 januari 1971 upplöstes landskommunen, Fryele införlivades med Värnamo kommun och de tre övriga områdena med Vaggeryds kommun.

### Kyrklig tillhörighet
Kommunen tillhörde församlingarna Fryele, Hagshult, Åker samt del av Tofteryds församling (andra delen låg i Skillingaryds köping).

## Geografi
Klevshults landskommun omfattade den 1 januari 1952 en areal av 456,63 km², varav 443,55 km² land. Efter nymätningar och arealberäkningar färdiga den 1 januari 1957 omfattade landskommunen den 1 november 1960 en areal av 455,56 km², varav 441,60 km² land.

### Tätorter i kommunen 1960
I Klevshults landskommun fanns den 1 november 1960 ingen tätort. Tätortsgraden i kommunen var då alltså 0,0 procent. Orten Klevshult blev tätort bara 1975.

## Politik

### Mandatfördelning i valen 1950–1966
| 9 | 15 | 4 | 4 | 3 |

| 34 |

| 3 |  | 8 | 11 | 2 |

| 25 |

| 3 | 11 | 7 | 4 |

| 25 |

| 2 | 10 | 4 | 9 |

| 24 |

| 2 | 10 | 4 |  | 8 |

| 24 |